# João Pedro Sampaio
João Pedro Sampaio é um fotógrafo e produtor brasileiro, nascido no Paraná. Publicitário, aos 15 anos já era considerado profissional da fotografia e tornou-se especialista em fotografia de gente, moda e beleza. Ficou conhecido nacionalmente por trabalhos envolvendo um grande número de celebridades brasileiras.
No ano de 2004, recebeu as "Menções Honrosas" e teve um de seus ensaios publicado na edição do 1º concurso Playboy de fotografia, escolhido entre os 10 melhores profissionais do Brasil. Em seguida, publicou consecutivamente, outros 5 ensaios no "Planeta Playboy" - edição On Line da revista. Fundou na cidade de Niterói a agência de moda NitModels.
Em 2005 fotografou para catálogos de moda nacionais e internacionais e contribui na música fotografando artistas da música como: Sandy e Júnior, Claudio Zoli, Fernanda Abreu, Ed Motta, Belo e Kid Abelha,dentre outros.
Em 2006,  Lançou a exposição fotográfica "Evidência". Contribuiu ainda como diretor de fotografia nas filmagens de vídeo clips para o DVD "Funk in Video" do DJ Marlboro. No carnaval, atuou como diretor de fotografia para escola de samba Caprichosos de Pilares, e publicou um ensaio de capa com o nu da modelo Rachel Blanch na revista Sexy.
Em 2007,foi contratado como fotógrafo oficial do concurso Miss Brasil, que elegeu a mineira Natália Guimarães, sua fotografia também foi publicada no site oficial do Miss Universo onde a representante brasileira conquistou o segundo lugar. Neste mesmo ano, produziu as fotos de capa e encarte do CD/Dual Disc e DVD de título "É Diferente ao vivo" do grupo brasileiro Sorriso Maroto/(deckdisc).
Em 2008, criou a exposição "Hall da Fama", uma releitura em fotos de clássicos do cinema, interpretada por celebridades brasileiras.
Dentre as caracterizações criadas, produzidas e fotografadas por João Pedro estavam as de Natália Guimarães como Audrey Hepburn, do cantor Latino, do músico Ivo Meirelles, da atrizes Marina Ruy Barbosa e Bruna Marquezine, dentre outros. As fotos e temas do Hall da Fama ficaram conhecidas nacional e internacionalmente em dezenas de matérias jornalísticas e de televisão. Desde então, João Pedro Sampaio passou a assinar a coluna de mesmo nome no site especializado em famosos - "O Fuxico". Uma matéria na revista "Flash", contando sua trajetória profissional e os bastidores do Hall da Fama, e uma entrevista em "Contigo" abordando suas produções e a mistura da fotografia com o cinema também foram editadas em 2008.
Em 2009, fotografou para matérias com celebridades nas revistas Caras, Contigo! e Quem, nesta última com uma caracterização da participante do reality show Big Brother Brasil Francine Piaia, caracterizada como o cantor Michael Jackson em homenagem a este que havia falecido no mesmo ano. Foi responsável ainda pelos ensaios de Mirella Santos e Mayra Cardi na edição das 100 mulheres mais sexy do mundo, editada pela revista VIP.
Em 2010, Contribuiu para a revista Toda Teen com pautas de fotografia de moda e beleza para adolescentes, além das revistas Casamentos & Festas, Debutantes & Festas e Corpo a Corpo. No final do ano foi ao ar no em 2 especiais no programa Hoje em Dia da TV Record numa matéria sobre fotografia de crianças.
Em 2011, João Pedro Sampaio criou a pedido do coreógrafo e diretor de abre alas Marcelo Misailidis a fotografia que personificou o abre alas "Medusa" para escola de samba Unidos de Vila Isabel no Rio de Janeiro. A imensa alegoria que desfilou no sambódromo concorreu ao prêmio tamborim de ouro. Contribuiu em um série de produções envolvendo fotografia e moda na TV, e publicou ensaios sensuais como os das modelos  Nicole Bahls e Juliana Salimeni, dentre outras.
Em 2012, o fotógrafo iniciou a série de fotos com recém nascidos e bebês para a exposição intitulada "Baby Dream", nas mais de 50 obras editadas por João Pedro retratando bebês enquanto dormem fora divulgadas, dentre elas estavam os bebês da cantora Perlla e de Diogo Boni e Fernanda Pontes, dentre outros. Marcando o início de toda uma era na fotografia New Born no Brasil.
Em 2013, foi convidado pela SONY para atuar no projeto SONY EDUCA como fotógrafo brasileiro especialista. O curso interativo Paiparazzi "O Encantador de bebês", gravado no Rio de Janeiro, apresenta João Pedro Sampaio em ação ensinando aos pais dicas para melhorar a fotografia de seus filhos utilizando câmeras populares da linha Sony Cyber-Shot, e contou com a direção de projeto e vídeo do Diogo Boni e da agência de comunicação DB4.
EM 2014, sensibilizado pela ONG Oitovidas, o fotógrafo iniciou os trabalhos de sua terceira exposição homonima a ONG, o projeto inicial seria fotografar os animais felinos abandonados nas ruas do Rio de Janeiro para que fosse montado um álbum de adoção dos animais, mas o fotógrafo recebeu rapidamente o apoio de dezenas de artistas brasileiros no projeto. A apresentadora Angélica foi a primeira à posar para os cliques abraçada a um felino. No intervalo de gravações entre uma cena e outra, ou abrindo as portas de casa, dezenas de outros artistas estiveram no studio do João Pedro ou abriram as portas de sua casa para os cliques Glória Pires, Susana Vieira, Reynaldo Gianecchini, Júlia Lemmertz, Carol Castro, Paolla Oliveira, a cantora Adriana Calcanhoto, Marcos Palmeira, Françoise Forton, Betty Gofman, Rosane Gofman, Erik Marmo, Tadeu Mello, Hanna Romanazzi , Carla Diaz, Sylvia Massari e Chris Nicklas são alguns dos artistas que estarão na mostra. As fotos estarão expostas numa ação itinerante que será inaugurada ano que vem no Rio de Janeiro.